# Памятник детям войны (Глухов)
Памятник детям войны — памятник в городе Глухове Сумской области Украины.
Был открыт в 2007 году. Установлен в сквере на Киево-Московской улице.
На барельефной части памятника, установленной на бетонной стеле, изображены два подростка: мальчик в военной пилотке и одежде с мужского плеча, а также девочка с куклой, перевязанная крест-накрест платком. Символизирует тяжёлые годы детства тех, кто был ребёнком в годы Великой Отечественной войны. В правом верхнем углу барельефа надпись на украинском языке: «Дiти вiйни. 1941−1945».